# John Paul Chase
John Paul Chase (26 décembre 1901 - 5 octobre 1973) était un braqueur de banque américain et un hors-la-loi de l'époque de la Grande Dépression. Il était un membre de longue date du gang Karpis - Barker, et fût plus particulièrement associé à Baby Face Nelson, qui l'emmena avec lui dans le gang de John Dillinger. Le directeur du FBI, J. Edgar Hoover, a un jour qualifié Chase de « rat avec un nom à consonance patriotique ». Chase et Nelson ont braqué des banques avec John Dillinger jusqu'à la mort de Dillinger en juillet 1934. Après la mort de Nelson en novembre 1934, Chase s'enfuit vers la Californie où il fut arrêté un mois plus tard, le 27 décembre 1934. Chase a été envoyé à Alcatraz où il est devenu l'un des détenus les plus anciens (31 mars 1935 – 21 septembre 1954).

## Biographie
John Paul Chase est né à San Francisco, en Californie, le 26 décembre 1901. Il a quitté l'école primaire pour travailler dans un ranch et est ensuite devenu assistant machiniste dans une gare de triage. En 1926, Chase fut renvoyé du chemin de fer et embauché comme chauffeur pour un joueur professionnel de Reno, dans le Nevada. Il passa les années suivantes comme contrebandier à Sausalito, San Rafael et San Francisco, mais ne fut impliqué dans aucun crime majeur jusqu'à son association avec Baby Face Nelson au début des années 1930 (peut-être en mars 1932). 

### Association avec Nelson et Dillinger
On sait peu de choses sur sa première rencontre avec Nelson, mais une histoire populaire prétend que Chase était le chauffeur lors d'un meurtre commandité commis par Nelson à Reno. Il est en tous cas généralement admis par les historiens du crime que Reno serait l'endroit le plus probable du début de leur partenariat, Nelson ayant des relations dans la pègre locale et se cachant fréquemment dans le Midwest.
Le 23 octobre 1933, lui et Nelson braquèrent ensemble leur première banque à Brainerd, dans le Minnesota , s'enfuyant avec 32 000 $. En chemin, ils ont été rejoints par un certain nombre de hors-la-loi, dont Charles Fisher, Tommy Carroll et Homer Van Meter. En mars 1934, Nelson avait rejoint le gang de John Dillinger, mais Chase n'a pas participé à leur premier hold-up ce mois-là à Sioux Falls, dans le Dakota du Sud. On ne sait pas exactement quand Chase a été intégré au gang, certains récits affirmant qu'il a participé à un vol à Mason City, dans l'Iowa. 
À la suite du vol de Mason City, Nelson et John Paul Chase ont fui vers l'ouest, à Reno, où leurs anciens patrons, Bill Graham et Jim McKay, étaient poursuivis dans une affaire fédérale de fraude postale. Des années plus tard, le FBI a déterminé que, le 22 mars 1934, Nelson et Chase avaient enlevé le principal témoin à charge, Roy Fritsch, et l'avaient tué. Le corps démembré de Fritsch, bien qu'il n'ait jamais été retrouvé, aurait été jeté dans le puits d'une mine abandonné.
À l'époque où le gang était dans la région de Chicago, le rôle principal de Chase était celui d'assistant de Nelson. Parmi ses tâches figuraient la collecte de plats à emporter, l'acquisition d'armes et de munitions et la transmission de messages entre Nelson et Dillinger. Son statut relativement mineur au sein du gang était peut-être la raison pour laquelle il n'était pas présent le 22 avril 1934, lorsque des agents fédéraux ont attaqué le Little Bohemia Lodge où se cachaient les membres du gang, près de Manitowish Waters, dans le Wisconsin. 
Le premier vol confirmé de Chase avec le gang Dillinger a eu lieu le 30 juin 1934, lorsqu'il a rejoint Dillinger, Nelson, Van Meter et deux autres pour braquer une banque à South Bend, dans l'Indiana, pour 29 890 $. Il s'agissait d'un montant décevant compte tenu des précédents braquages du gang et, pour aggraver les choses, un policier local  a été tué lors de leur fuite.

### Cavale et arrestation
Dillinger et Van Meter ont été tués par le FBI au cours des deux mois suivants le braquage de South Bend, et Chase s'est enfui avec Nelson à Reno pendant un certain temps. Ils sont finalement retournés à Chicago où, le 26 novembre, ils ont volé une voiture et se sont rendus dans le Wisconsin pour séjourner dans l'une de leurs planques. Cependant, après avoir trouvé des agents fédéraux surveillant leur cachette, ils sont retournés dans l'Illinois où ils sont tombés sur une embuscade du FBI alors qu'ils conduisaient près de Barrington. Nelson a été mortellement blessé lors de la fusillade, mais il a réussi à tuer les agents Samuel Cowley et Herman "Ed" Hollis avant de mourir de ses blessures, permettant à Chase de s'échapper.
Livré à lui même à Chicago, Chase parvint à disparaître pendant un certain temps. Puis, n'ayant pas été identifié lors de la fusillade — les autorités et les journalistes supposaient qu'Alvin Karpis ou John "Red" Hamilton était le deuxième tireur — il décida de quitter la ville pendant qu'il en avait l'occasion. Quatre jours plus tard, Chase répondit à une annonce dans un journal sous le nom d'Elmer Rockwood pour transporter une voiture à Seattle. Alors qu'il était sur la route, son nom a été donné aux agents fédéraux par Helen Nelson (la compagne de Baby Face Nelson) et, pour la première fois, les autorités ont commencé à rechercher Chase activement.
Le 27 décembre, Chase a finalement été arrêté par la police à Mount Shasta, en Californie, alors qu'il travaillait dans une écloserie de poissons, puis extradé vers Chicago. Il fut le premier homme à être inculpé en vertu de la loi, alors récemment adoptée, qui établit que le meurtre d'un agent fédéral est un crime fédéral. Le 24 mars 1935, Chase fut jugé et reconnu coupable du meurtre de l'agent Sam Cowley et condamné à la réclusion à perpétuité. Il fut officiellement envoyé à Alcatraz le 31 mars 1935.

### Alcatraz
John Paul Chase a été la première personne envoyée directement à la prison d'Alcatraz, pendant près de 20 ans (31 mars 1935 - 21 septembre 1954). Seul Alvin Karpis y est resté plus longtemps que lui. À Alcatraz, il a travaillé comme cordonnier et a été placé sous la garde personnelle de Frank Heaney, le plus jeune agent pénitentiaire de la prison. Celui-ci se souviendra dans son autobiographie, "Inside the Walls of Alcatraz" (« Dans les murs d'Alcatraz ») que le père Clark, l'aumônier catholique de la prison, avait le premier intéressé Chase à la peinture. En effet, lors de son séjour à Alcatraz, un professeur d'art venu de San Francisco venait y enseigner. Chase a ainsi réalisé un tableau représentant un bateau, le "J. P. Chase", partant pour San Francisco, avec le point de vue depuis l'île. Il faisait exposer des peintures dans la prison et dans de petites galeries d'art, et les vendait souvent. 
Chase s'était attiré la colère du directeur du FBI, J. Edgar Hoover, probablement à cause de son implication dans le meurtre de Cowley et Hollis. Hoover l'avait un jour qualifié de « rat avec nom à consonance patriotique ». Hoover est personnellement intervenu lors de sa première audience de libération conditionnelle en 1950, qui a été rejetée sur la base de son objection, et a ordonné la surveillance de l'aumônier de la prison qui soutenait sa libération conditionnelle. Dans un mémorandum adressé à ses agents sur le terrain, Hoover a écrit : « Surveillez attentivement et efforcez-vous de contrecarrer les efforts de ce prêtre qui devrait s'occuper de ses propres affaires au lieu d'essayer de lâcher de tels chiens enragés sur la société ».
En septembre 1954, Chase fut transféré à Leavenworth où son deuxième appel en libération conditionnelle fut de nouveau rejeté, grâce aux efforts de Hoover. Hoover avait annoncé qu'il poursuivrait Chase pour le meurtre de Hollis s'il était libéré, mais un juge fédéral y a opposé son veto, statuant qu'un retard de 21 ans dans la poursuite du crime violait clairement le droit constitutionnel de Chase à un « procès rapide ».
Chase est resté en prison pendant encore dix ans avant d'être finalement libéré sous condition, le 31 octobre 1966, après 32 ans de prison, malgré les protestations de Hoover. Il est ensuite retourné dans la région de la Baie de San Francisco. Chase a travaillé comme gardien au séminaire Saint-Joseph de Los Altos, en Californie, jusqu'à sa mort d'un cancer le 5 octobre 1973, survivant à Hoover d'un an, cinq mois et trois jours.